# 郭安 (1962年)
郭安（1962年10月—），江西信丰人。1981年8月参加工作，1985年3月加入中国共产党。江西省机械学校机械制造专业毕业，中国社会科学院研究生院行政管理专业毕业。中华人民共和国政治人物。

## 人物经历
1979年9月，任江西省机械学校机械制造专业学生。1981年8月，任宜春地区行署计委干部。1995年7月，任樟树市人民政府副市长。1997年11月，任中共樟树市委常委、副市长。2000年6月，任中共樟树市委副书记、副市长。同年9月，任中共樟树市委副书记、市长（1999年3月至2001年7月，在中国社科院研究生院行政管理专业学习）。2002年1月，任中共宜春市委常委、万载县委书记。2006年3月，任中共宜春市委常委、高安市委书记（2008年3月至2009年1月，在中共中央党校中青班学习）。2009年7月，任中共景德镇市委常委。同年9月，任中共景德镇市委常委、市政府常务副市长。2011年9月，任中共南昌市委副书记、市委政法委书记（兼）。2013年8月，任中共南昌市委副书记、代市长（2014年1月正式当选）。2018年3月，任中共鹰潭市委书记。2021年1月，任江西省人民代表大会教育科学文化卫生委员会主任委员。2022年9月16日，因涉嫌严重违纪违法，正接受江西省纪委监委纪律审查和监察调查。
2016年1月20日，江西省第十二届人大常委会第二十二次会议补选为第十二届全国人民代表大会代表。2018年2月24日，当选为第十三届全国人大代表。但在2022年11月25日，被江西省人大常委会罢免全国人民代表大会代表职务，同年12月30日代表资格终止。2023年2月，郭安因其严重违纪违法行为遭到江西省纪委监委开除党籍与公职的处分。